# 大磯東インターチェンジ
大磯東インターチェンジ（おおいそひがしインターチェンジ）は、神奈川県中郡大磯町東町にある西湘バイパスのインターチェンジである。ここから東の自動車専用道路は供用されていないが、将来新湘南バイパスが接続される予定である。ただし、新湘南バイパスのICの名称は大磯インターチェンジ（仮称）となっている。
また、これとは別に大磯東と案内される出入口がある。（#大磯東出入口参照。）

## 接続する道路
- 国道134号

## 歴史
- 1966年（昭和41年）4月1日：供用開始。

## 周辺
大磯東ICのすぐ東側に箱根駅伝平塚中継所が設置される唐ヶ原交差点がある。往路4区は大磯東ICから（旧）国道1号大磯駅入口交差点へ向かう。
- 大磯海水浴場
- 大磯駅
- 大磯町役場

## 隣
E84 西湘バイパス
大磯東IC - 大磯港IC

## 大磯東出入口

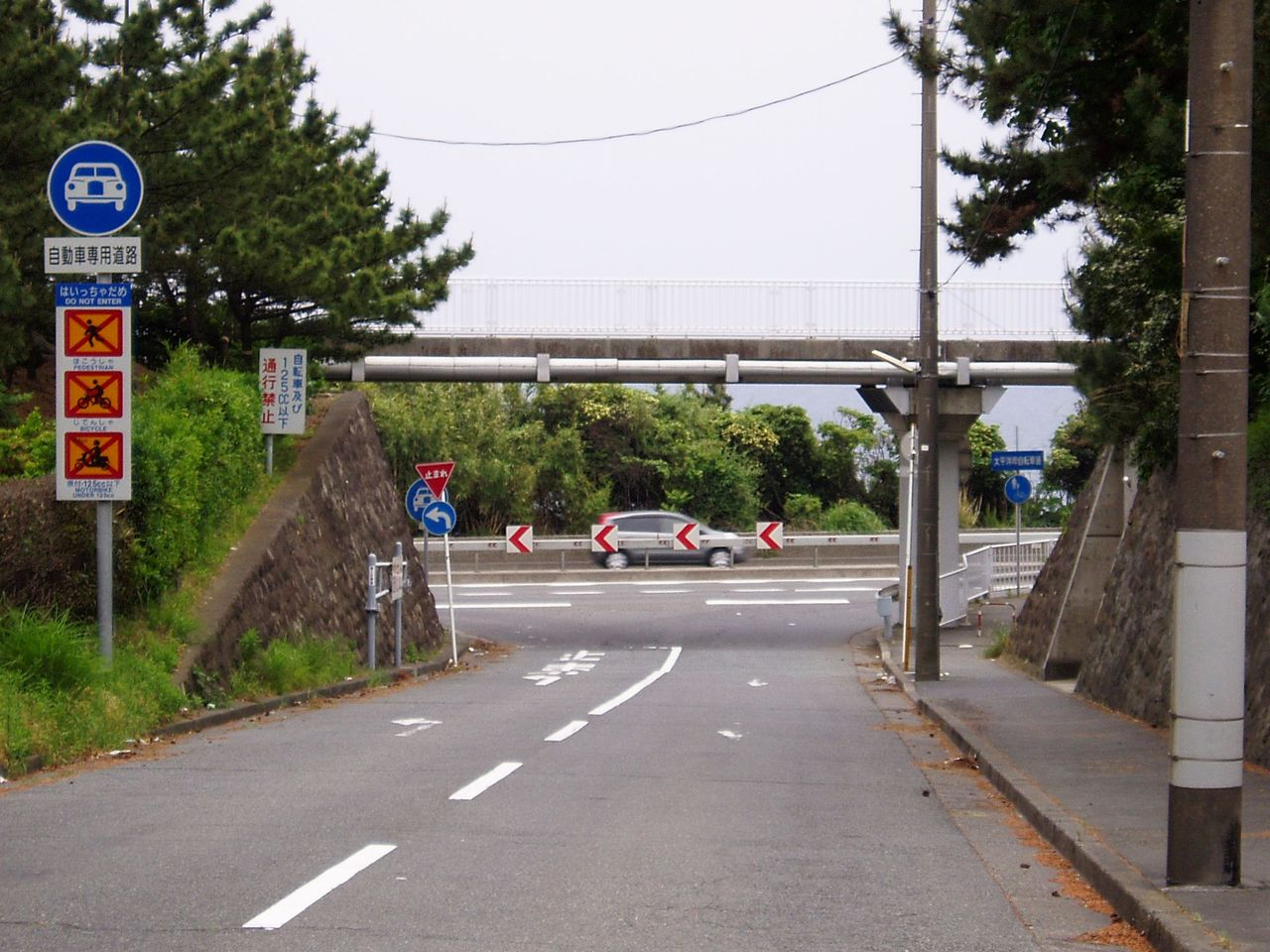
大磯東出入口（一般道側から、出口改良前）

前述の大磯東ICとは別に、上り線の大磯西ICと大磯港ICの間にも「大磯東」と案内される出入口がある。神奈川県中郡大磯町東小磯（北緯35度18分23秒 東経139度18分32秒 / 北緯35.30635度 東経139.30902度）にあり、上り線にのみ出口と入口が設置されている。管理する国土交通省横浜国道事務所では、この出入口を「大磯東出入口」と呼称している。
この出入口がある本線の区間は最高速度が70キロメートル毎時となっており、また信号も設置されていないため、本線では車両が速いスピードで通過しているにもかかわらず、出入口と本線がほぼ直角に交わっており、入口の加速車線は無く、本線手前に停止線があり一時停止しなければならない。かつては出口の減速車線もない状態であったが、2011年（平成23年）に改良されている。

### 接続する道路
- 国道1号

### 周辺
- 大磯町立大磯中学校
- 大磯町役場

### 隣
E84 西湘バイパス
大磯港IC - 大磯東出入口 - 大磯西IC